# Robert Wabich
Robert Wabich (ur. 30 maja 1967 w Kamieniu Pomorskim) – polski aktor filmowy i teatralny.

## Życiorys
Wychował się w Gryficach, gdzie ukończył szkołę podstawową. Naukę kontynuował w LO im. Mikołaja Kopernika w Kołobrzegu. W latach 1988–1990 uczył się w Studium Wokalno-Aktorskim w Gdyni. W 1994 ukończył studia na Wydziale Aktorskim Państwowej Wyższej Szkoły Filmowej, Telewizyjnej i Teatralnej im. Leona Schillera w Łodzi.
Od 1993 występuje w Teatrze Capitol w Warszawie. Ma na swoim koncie grę w wielu polskich filmach i serialach.
4 listopada 2016 w parze z Hanną Żudziewicz zwyciężył w finale szóstej edycji programu rozrywkowego Polsatu Dancing with the Stars. Taniec z gwiazdami.

## Życie prywatne
Żonaty z Katarzyną, z którą związany jest od 1992.
Pasjonuje się wędkarstwem, w lipcu 2008 zwyciężył w Zawodach Aktorów Wędkarzy im. Jaremy Stępowskiego o Puchar Augustowianki.

## Filmografia
- 1989: Lekcja historii (etiuda szkolna) – chłopak w ławce
- 1991: Krótki film o mordowaniu (etiuda szkolna) – obsada aktorska
- 1991: ITT EADU (etiuda szkolna) – obsada aktorska
- 1991: A potem żyli długo i... (etiuda szkolna) – chłopak
- 1992: Novembre – pielęgniarz w karetce pogotowia
- 1992: Bóg powiedział dobranoc (etiuda szkolna) – obsada aktorska
- 1993: Piękne dzieci (etiuda szkolna) – obsada aktorska
- 1993: Katarzyna (etiuda szkolna) – pijany
- 1994: Caracol (etiuda szkolna) – obsada aktorska
- 1995: Pułkownik Kwiatkowski – wartownik
- 1995: Młode wilki – celnik
- 1995: Ekstradycja – goryl Bossa (odc. 3, 5-6, 8-9)
- 1997: Sztos – alfons
- 1997: Boża podszewka – Niedźwiedź, żołnierz polskiego oddziału partyzanckiego (odc. 13-14)
- 1998: 13 posterunek – strażnik miejski (odc. 26)
- 1999: Policjanci – mechanik, kolega Basiaka (odc. 2)
- 1999: Pierwszy milion – strażnik w areszcie
- 1999: Na dobre i na złe – pacjent (odc. 3)
- 1999: Dług – robotnik na budowie domu Adama
- 1999–2007: Klan – Mieczysław, dozorca w bloku Grażyny i Ryszarda Lubiczów
- 2000: Wielkie rzeczy – Kazimierz, mężczyzna kupujący kafelki w sklepie Skowronków
- 2000: To my – lekarz
- 2000: Sezon na leszcza – komendant, szef „Gliniarza” i „Mroza”
- 2001: Reich – „Słoń”, człowiek Wiesława
- 2001: Marszałek Piłsudski – drukarz (odc. 1)
- 2001: Kuracja (spektakl telewizyjny) – pan Mieczysław
- 2002: Yyyreek!!! Kosmiczna nominacja – kucharz w Nosalowym Dworze
- 2002–2003: M jak miłość – policjant (odc. 58, 96-97, 125)
- 2002: Kasia i Tomek – sprzedawca (tylko głos odc. 24 seria I)
- 2003–2004: Na Wspólnej – Artur Keber (odc. 1, 5-7, 19, 150-151, 196)
- 2003: Powiedz to, Gabi – policjant
- 2003: Glina – Wasiak, komendant posterunku w Józefowie (odc. 1)
- 2004: Wesele – chrzestny
- 2004: Pensjonat pod Różą – Bogdan Kmiecik (odc. 23)
- 2004: Fala zbrodni – Fazi (odc. 17)
- 2005: Wieża – kierowca
- 2005: Plebania – kierownik sklepu (odc. 507-508)
- 2005: Magiczne drzewo – strażnik miejski (odc. 4)
- 2005−2006: Kryminalni – Hubert, brat Patrycji (odc. 36-37, 40)
- 2005: Inheritance – laborant
- 2005: Dziki 2: Pojedynek – Czesław, trener cyrkowego tygrysa (odc. 4)
- 2005: Codzienna 2 m. 3 – Włodzimierz, narzeczony Marianny
- 2005: Auschwitz. The Nazis & the Final Solution – SS-man (odc. 5)
- 2006: Niania – manager restauracji (odc. 29)
- 2006: Chaos – Mahakala
- 2006: Kochaj mnie, kochaj! – mechanik, kolega Romana
- 2006: Job, czyli ostatnia szara komórka – ksiądz po kolędzie
- 2006: Henia – Arak
- 2006: Demakijaż – pielęgniarz Michał
- 2007: Prawo miasta – Aleksander (odc. 2-4, 8, 12, 14)
- 2007: Latarnik – starszy sierżant Woleński
- 2007: Hela w opałach – Mirosław Grat (odc. 21)
- 2007: Faceci do wzięcia – mężczyzna (odc. 27)
- 2007: Ekipa – Ryłko, zastępca prokuratora okręgowego
- 2007: Cztery poziomo – Marian „Łańcuszek” Oblizały
- 2008: Rozmowy nocą – właściciel kamieni nerkowych
- 2008: 39 i pół – kierowca (odc. 9)
- 2009: Brzydula – Ryszard, szef Macieja
- 2009: Ojciec Mateusz – mężczyzna w barze Brunona (odc. 15)
- 2009: Naznaczony – Grabowski (odc. 6)
- 2009: Generał Nil – sierżant w RKU
- 2009: Dom zły – Lisowski
- 2009: Dekalog 89+ – zły ochroniarz (odc. pt Nowa)
- 2010: Trick – przedstawiciel MON
- 2010: Śniadanie do łóżka – kucharz w restauracji Objazd
- 2010–2011: Plebania – Bolesław (odc. 1528-1529, 1636)
- 2010: Ojciec Mateusz – organizator pokazów (odc. 49)
- 2010: Daleko od noszy – Dariusz Burdas, redaktor czasopisma Tryskaj Zdrowiem (odc. 190)
- 2010: 7 minut – barman
- 2011: Wiadomości z drugiej ręki – rzeźnik (odc. 36)
- 2011: Układ warszawski – ochroniarz w stadninie (odc. 6)
- 2011: Róża – Hawryluk
- 2011: Ojciec Mateusz – mechanik samochodowy (odc. 93)
- 2012: Supermarket – Warchilak
- 2012: Komisarz Alex – alfons Robert (odc. 24)
- 2013: Piąty Stadion – Iwan (odc. 38, 46)
- 2013: Tajemnica Westerplatte – obsada aktorska
- 2013: Drogówka – sierżant sztabowy Henryk Hawryluk
- 2014: Wkręceni – piekarz
- 2014: Wataha – technik policyjny Waldemar (odc. 1-5)
- 2014: Pod Mocnym Aniołem – pielęgniarz Mieczysław
- 2014: Obywatel – esbek na klatce
- 2014–2015: M jak miłość – Krzysztof Romanowski
- 2015: Na dobre i na złe – Cezary Grodzicki (odc. 589)
- 2015: Moje córki krowy – organizator wczasów
- 2015: Chemia (film) – lekarz
- 2016: Powiedz tak! – Mirek
- 2016: Wołyń – obsada aktorska
- 2016: Ojciec Mateusz – Wiesław Mysiak (odc. 208)
- 2016: Męski wieczór (etiuda szkolna) – Andrzej
- 2016: Kobiety bez wstydu – policjant
- 2016: Druga szansa – sprzedawca z salonu (odc. 7 seria I)
- 2016: Belfer – posterunkowy Baniocha (odc. 1-3, 5-9)
- 2017: Porady na zdrady – ksiądz
- 2017–2018: Pierwsza miłość – Cezary Gruzik
- 2017: Na układy nie ma rady – dowódca CBA
- 2017: Ksiądz – aspirant Wrzask
- 2018: Plan B – strażnik miejski
- 2018–2019: Leśniczówka – Komendant Dariusz Węgrzyn
- 2018: Kler – komendant Bury
- 2019: Klatka – kucharz
- 2019: Komisarz Alex – Tadeusz Florczak (odc. 163)
- 2019: Fighter – Grzegorz, właściciel baru PKS
- 2020: W rytmie serca – Gruby, współpracownik Karoliny (odc. 70)
- 2020: W lesie dziś nie zaśnie nikt – Mariusz
- 2021: Najmro. Kocha, kradnie, szanuje – kierownik Pewexu
- 2022: Kryptonim Polska – wiceminister
- 2023: Masz ci los! – Krzysztof
- 2023: Cały ten seks – barman